# Línea 351 (Interurbanos Madrid)
La línea 351 de la red de autobuses interurbanos de Madrid une la Estación Sur con Estremera, extendiendo su recorrido en ciertas expediciones a Barajas de Melo y a Saceda-Trasierra.

## Características
Esta línea une Madrid con los municipios arriba expuestos en un tiempo estimado de 75 minutos, llegando a durar casi hora y media en aquellas expediciones que se adentran en la provincia de Cuenca. La línea tiene algunas variantes, como expediciones que parten de Valdaracete o algunas que se limitan a Arganda del Rey. 
Se complementa en todo su recorrido hasta Villarejo de Salvanés con las líneas 352 y 353, haciendo todas las mismas paradas. Tras Villarejo de Salvanés, lo hace con la 350A hasta Estremera. Se coordina con el resto de líneas de otras empresas en el corredor 3 para hacer paradas en la A-3, haciendo algunas líneas ciertas paradas y ésta no y viceversa (véase lista de paradas para más información).
En sentido Madrid, pese a que hace todas las paradas desde el Puente de Arganda (exceptuando las dos últimas en Moratalaz y Valdemingómez), en la práctica si al acercarse a la parada no hay viajeros dispuestos a bajarse, el autobús no recoge viajeros en ninguna de las paradas desde el sitio mencionado, pese a que en ningún momento se especifica que las paradas sean de bajada. De esta manera, los viajeros que quieran subirse en este tramo son derivados a las líneas de Rivas (331, 332, 333 y 334), debido a que estas tienen menor tiempo de viaje y una longitud que no llega a los 25-30 kilómetros. Esto se hace con el fin de mejorar la fluidez de esta línea, así como de las líneas 313, 326, 336, 337, 352 y 353 pues todas las mencionadas tienen una duración en muchas ocasiones superior a la hora y una longitud que por lo general no es menor a 50 kilómetros. Lo cierto es que, por lo general, apenas hay viajeros que se bajen en estas paradas intermedias en horas valle. De hecho, en los horarios se estipula que está prohibido el transporte de viajeros entre únicamente Madrid, Rivas-Vaciamadrid y Arganda del Rey en sentido pueblos o viceversa en sentido Madrid, siendo obligatorio o bien continuar hasta al menos Perales de Tajuña o provenir al menos desde ahí.
Está operada por la Empresa Ruiz mediante la concesión administrativa VCM-303 - Madrid –  Barajas de Melo – Villamayor de Santiago (Viajeros Comunidad de Madrid) del Consorcio Regional de Transportes de Madrid.

### Sublíneas
Aquí se recogen todas las distintas sublíneas que ha tenido la línea 351. La denominación de sublíneas que utiliza el CRTM es la siguiente:
- Número de línea (351)
- Sentido de circulación (1 ida, 2 vuelta)
- Número de sublínea

Por ejemplo, la sublínea 351101 corresponde a la línea 351, sentido 1 (ida) y el número 01 de numeración de sublíneas creadas hasta la fecha.
| Ida    | Ruta                             | Itinerario                               | Vuelta | Ruta        | Itinerario                                 |
| ------ | -------------------------------- | ---------------------------------------- | ------ | ----------- | ------------------------------------------ |
| 351101 | -                                | Madrid - Estremera                       | 351201 | -           | Estremera - Madrid                         |
| 351102 | No existe la ruta "va" de vuelta | No existe la ruta "va" de vuelta         | 351202 | va          | Valdaracete - Madrid, sin paso por Arganda |
| 351103 | s                                | Madrid - Saceda                          | 351203 | s           | Saceda - Madrid                            |
| 351104 | b                                | Madrid - Barajas de Melo                 | 351204 | b           | Barajas de Melo - Madrid                   |
| 351105 | a                                | Madrid - Estremera, sin paso por Arganda | 351205 | a           | Estremera - Madrid, sin paso por Arganda   |
| 351106 | Desconocido                      | Desconocido                              | 351206 | Desconocido | Desconocido                                |
| 351107 | No existe la ruta "ev" de vuelta | No existe la ruta "ev" de vuelta         | 351207 | ev          | Estremera - Villarejo                      |

## Horarios
Los horarios, salvo cabeceras, son horas de paso aproximadas

### Sentido Estremera - Barajas de Melo
| Madrid                     | Arganda del Rey | Perales de Tajuña | Villarejo de Salvanés | Valdaracete | Brea de Tajo | Estremera |
| -------------------------- | --------------- | ----------------- | --------------------- | ----------- | ------------ | --------- |
| Lunes a viernes laborables |                 |                   |                       |             |              |           |
| 6:50                       | >>>             | 7:25              | 7:35                  | 7:45        | 7:55         | 8:05      |
| 8:30                       | 8:55            | 9:10              | 9:25                  | 9:35        | 9:45         | 9:50      |
| 12:30                      | 12:55           | 13:10             | 13:25                 | 13:35       | 13:45        | 13:55     |
| 14:00                      | 14:25           | 14:40             | 14:55                 | 15:05       | 15:15        | 15:20     |
| 14:30                      | 14:55           | 15:10             | 15:25                 | 15:35       | 15:45        | 15:50     |
| 15:30                      | 15:55           | 16:10             | 16:15                 | 16:25       | 16:35        | 16:45     |
| 18:00                      | 18:25           | 18:40             | 18:55                 | 19:05       | 19:15        | 19:20     |
| 19:00                      | 19:25           | 19:35             | 19:50                 | 20:00       | 20:10        | 20:20     |
| 20:30                      | 20:55           | 21:00             | 21:15                 | 21:25       | 21:35        | 21:45     |
| 21:30                      | 21:55           | 22:00             | 22:15                 | 22:25       | 22:35        | 22:45     |
| 22:00                      | 22:25           | 22:40             | 22:55                 | 23:05       | 23:15        | 23:25     |
| Sábados laborables         |                 |                   |                       |             |              |           |
| 8:30                       | 8:55            | 9:10              | 9:25                  | 9:35        | 9:45         | 9:50      |
| 11:30                      | 11:55           | 12:10             | 12:25                 | 12:35       | 12:45        | 12:55     |
| 14:30                      | 14:55           | 15:10             | 15:25                 | 15:35       | 15:45        | 15:55     |
| 16:00                      | 16:25           | 16:40             | 16:55                 | 17:05       | 17:15        | 17:25     |
| 18:00                      | 18:25           | 18:40             | 18:55                 | 19:05       | 19:15        | 19:20     |
| 23:00                      | 23:25           | 23:40             | 23:55                 | 0:05        | 0:15         | 0:25      |
| Domingos y festivos        |                 |                   |                       |             |              |           |
| 8:30                       | 8:55            | 9:10              | 9:25                  | 9:35        | 9:45         | 9:50      |
| 11:30                      | 11:55           | 12:10             | 12:25                 | 12:35       | 12:45        | 13:55     |
| 14:30                      | 14:55           | 15:10             | 15:25                 | 15:35       | 15:45        | 15:55     |
| 18:00                      | 18:25           | 18:40             | 18:55                 | 19:05       | 19:15        | 19:20     |
| 22:00                      | 22:25           | 22:40             | 22:55                 | 23:05       | 23:15        | 23:25     |

### Sentido Madrid
| Estremera                  | Brea de Tajo | Valdaracete | Villarejo de Salvanés | Perales de Tajuña | Arganda del Rey | Madrid |
| -------------------------- | ------------ | ----------- | --------------------- | ----------------- | --------------- | ------ |
| Lunes a viernes laborables |              |             |                       |                   |                 |        |
| ---                        | ---          | 5:25        | 5:35                  | 5:45              | >>>             | 6:15   |
| 5:20                       | 5:30         | 5:40        | 5:50                  | 6:00              | 6:10            | 6:30   |
| 5:45                       | 5:55         | 6:05        | 6:15                  | 6:25              | >>>             | 6:55   |
| 6:50                       | 7:00         | 7:10        | 7:20                  | 7:30              | 7:40            | 8:00   |
| 7:45                       | 7:55         | 8:05        | 8:15                  | 8:25              | 8:35            | 8:55   |
| 8:20                       | 15:55        | 16:10       | 16:15                 | 16:25             | 16:35           | 16:45  |
| 9:30                       | 9:40         | 9:50        | 10:00                 | 10:15             | 10:20           | 10:40  |
| 11:40                      | 11:50        | 12:00       | 12:10                 | 12:20             | 12:30           | 13:00  |
| 14:25                      | 14:35        | 14:45       | 14:55                 | 15:05             | 15:15           | 15:35  |
| 18:00                      | 18:10        | 18:20       | 18:30                 | 18:40             | 18:50           | 19:10  |
| 19:10                      | 19:20        | 19:30       | 19:40                 | ---               | ---             | ---    |
| Sábados laborables         |              |             |                       |                   |                 |        |
| 7:45                       | 7:55         | 8:05        | 8:15                  | 8:25              | 8:35            | 8:45   |
| 9:40                       | 9:50         | 10:00       | 10:10                 | 10:20             | 10:30           | 11:00  |
| 14:25                      | 14:35        | 14:45       | 14:55                 | 15:05             | 15:15           | 15:25  |
| 16:40                      | 16:50        | 17:00       | 17:10                 | 17:20             | 17:30           | 18:00  |
| Domingos y festivos        |              |             |                       |                   |                 |        |
| 9:00                       | 9:10         | 9:20        | 9:30                  | 9:40              | 9:50            | 10:10  |
| 11:40                      | 11:50        | 12:00       | 12:10                 | 12:20             | 12:30           | 12:50  |
| 14:25                      | 14:35        | 14:45       | 14:55                 | 15:05             | 15:15           | 15:35  |
| 16:40                      | 16:50        | 17:00       | 17:10                 | 17:20             | 17:30           | 18:00  |
| 19:30                      | 19:40        | 19:50       | 20:00                 | 20:10             | 20:20           | 20:40  |

1. ↑   Este icono significa que la línea pasa por una localidad/parada sin ninguna zona tarifaria asignada, donde ningún título tiene validez, ni siquiera la Tarjeta Joven, yendo todo a base de sencillos
2. 1 2   Lunes a viernes salvo jueves hasta Barajas de Melo, jueves hasta Saceda-Trasierra
3. ↑   Sólo de lunes a jueves
4. 1 2 3 4 5 6   Desde/hasta Barajas de Melo
5. 1 2 3 4 5   Desde/hasta Saceda-Trasierra

## Recorrido y paradas
NOTA: Debido a las obras del nuevo intercambiador de Conde de Casal, las paradas sombreadas en naranja sustituyen a aquellas sombreadas en rojo, desde el 17 de febrero de 2025 hasta fin de obras.

### Sentido Estremera - Barajas de Melo
La línea comienza su recorrido en la estación de la céntrica Ronda de Atocha. Pasando por la estación homónima, toma el Paseo de la Infanta Isabel hasta llegar a la Plaza del Conde de Casal, donde hace su primera parada. Una vez realizada, toma la A-3 o autovía de Valencia situándose en el carril central de la calzada, saltándose todas las paradas intermedias hasta llegar a Santa Eugenia, donde junto al resto de líneas de la compañía, realiza una parada. La línea continua directamente hasta la Estación de Rivas Vaciamadrid, saltándose Valdemingómez. Sigue en la autovía y hace una parada junto al Puente de Arganda. 
Posteriormente, toma la salida 22 para entrar a la zona industrial de Arganda del Rey, enfilando la Avenida de Madrid, donde hace algunas paradas. Sigue la calle hasta el final de la misma, denominándose posteriormente Avenida de Valencia. En esta avenida la línea hace algunas paradas. Llega al final de la misma y toma la N-3, saliendo del casco urbano de la localidad. En la N-3 continúa recto hasta llegar a Perales de Tajuña, donde pasa por la calle Mayor Alta, por la Plaza de la Constitución y por la calle Mayor Baja. 
La ruta sale de la localidad y se incorpora a la A-3, carretera que abandona de nuevo en la salida 48 para meterse al casco urbano de Villarejo de Salvanés. Aquí toma la calle de Samuel Baltés hasta llegar a la Plaza de España de la localidad, donde gira a la izquierda por la calle Mayor para finalmente tomar la M-222. Continúa por esta carretera hasta llegar a los municipios de Valdaracete y Brea de Tajo (a este último llega abandonando la M-222 y cogiendo la M-221). En Brea de Tajo, toma la calle del Eruelo para llegar a Estremera, localidad que acoge a la cabecera de la línea dentro de la Comunidad de Madrid y por cuya Plaza Don Juan Carlos I pasa, en ciertas expediciones limitadas. 
Para aquellas expediciones que se extienden a Castilla-La Mancha, la línea continúa por la M-222 hasta llegar a unas urbanizaciones en la localidad de Illana, en la Provincia de Guadalajara. Aquí la carretera pasa a denominarse GU-282, y posteriormente CM-221. Gira a la derecha y toma la CM-2026 hasta llegar a Leganiel, en la Provincia de Cuenca. Continúa por esta carretera hasta llegar a Barajas de Melo, donde se sitúa la cabecera de una parte de las expediciones. Otras pocas siguen hasta Saceda-Trasierra haciendo uso de la carretera CM-200. 
| Código                                                                              | Parada                                     | Común con                                        | Conexiones con Metro y Cercanías | Municipio             | Zona |
| ----------------------------------------------------------------------------------- | ------------------------------------------ | ------------------------------------------------ | -------------------------------- | --------------------- | ---- |
| 7538                                                                                | Ronda - Estación de Autobuses              | 352 353                                          | Estación del Arte                | Madrid                |      |
| 8367                                                                                | Plaza Conde de Casal                       | 352 353                                          | Conde de Casal                   | Madrid                |      |
| 06165                                                                               | Estación Sur de Autobuses                  | 352 353                                          | Méndez Álvaro                    | Madrid                |      |
| 7439                                                                                | Av. Mediterráneo - Santa Eugenia           | 312 312A 331 332 333 334 336 337 339 341 352 353 | Santa Eugenia                    | Madrid                |      |
| 21072                                                                               | Ctra. A3 - Est. Rivas Vaciamadrid          | 312 312A 313 326 336 337 352 353                 | Rivas-Vaciamadrid                | Rivas-Vaciamadrid     |      |
| 9180                                                                                | Ctra. A3 - Puente de Arganda               | 312 312A 313 326 330 336 337 352 353             |                                  | Arganda del Rey       |      |
| 7447                                                                                | Av. Madrid - Ctra. Campo Real              | 2 312 320 330 337 352 353                        |                                  | Arganda del Rey       |      |
| 7448                                                                                | Av. Madrid - Cº Estrechillo                | 2 312 320 330 352 353                            |                                  | Arganda del Rey       |      |
| 7451                                                                                | Av. Madrid - Av. Finanzauto                | 2 285 312 312A 320 330 352 353                   |                                  | Arganda del Rey       |      |
| 7452                                                                                | Av. Madrid - Cº del Valle                  | 2 285 312 312A 320 330 352 353                   |                                  | Arganda del Rey       |      |
| 7453                                                                                | Av. Madrid - La Perla                      | 2 285 312 312A 320 330 352 353                   | Arganda del Rey                  | Arganda del Rey       |      |
| 17484                                                                               | Av. Valencia - Plaza del Progreso          | 350A 350B 350C 352 353                           |                                  | Arganda del Rey       |      |
| 17486                                                                               | Av. Valencia - Cementerio Viejo            | 350A 350B 350C 352 353                           |                                  | Arganda del Rey       |      |
| 11904                                                                               | Real - Av. Valencia                        | 2 320 322 326 350A 350B 350C 352 353             |                                  | Arganda del Rey       |      |
| 11903                                                                               | Ctra. N-3 - Estación de Comunicaciones     | 322 326 350A 350B 350C 352 353                   |                                  | Arganda del Rey       |      |
| 18158                                                                               | Mayor Alta - Rana                          | 322 326 350A 350B 350C 352 353                   |                                  | Perales de Tajuña     |      |
| 9762                                                                                | Mayor Alta - Rana                          | 322 326 350A 350B 350C 352 353                   |                                  | Perales de Tajuña     |      |
| 9761                                                                                | Plaza de la Constitución - Ayuntamiento    | 322 326 350A 350B 350C 352 353                   |                                  | Perales de Tajuña     |      |
| 9763                                                                                | Mayor Baja - Avenida de la Paz             | 322 326 330 350A 350B 350C 352 353               |                                  | Perales de Tajuña     |      |
| 11452                                                                               | Av. Hermanos Gómez Cuétara - Instituto     | 350A 350B 350C 352 353                           |                                  | Villarejo de Salvanés |      |
| 10422                                                                               | Samuel Baltés - Madrid                     | 350A 350B 350C 352 353                           |                                  | Villarejo de Salvanés |      |
| 10413                                                                               | Plaza de España - Ayuntamiento             | 350A                                             |                                  | Villarejo de Salvanés |      |
| 10426                                                                               | Mayor - Ermita                             | 350A                                             |                                  | Villarejo de Salvanés |      |
| 18589                                                                               | Ctra. M-222 - Los Carrascales              | 350A                                             |                                  | Villarejo de Salvanés |      |
| 16269                                                                               | Ctra. Aranjuez Brea - Villarejo            | 350A                                             |                                  | Valdaracete           |      |
| 10427                                                                               | Ctra. Aranjuez Brea - Colegio              | 350A                                             |                                  | Valdaracete           |      |
| 17234                                                                               | Ctra. M-221 - Centro de Menores            | 350A                                             |                                  | Valdaracete           |      |
| 10011                                                                               | Mayor - Centro Médico                      | 350A                                             |                                  | Brea de Tajo          |      |
| 10428                                                                               | Plaza Felipe VI - Ayuntamiento             | 350A                                             |                                  | Brea de Tajo          |      |
| 17236                                                                               | Ctra. M-238 - Las Arcas del Pilar          | 350A                                             |                                  | Estremera             |      |
| 10430                                                                               | Puerta de Viñas - Av. Comunidad de Madrid  | 350A 355                                         |                                  | Estremera             |      |
| 7286                                                                                | Don Manuel Martínez Aedo - Colegio         | 350A 355                                         |                                  | Estremera             |      |
| 15140                                                                               | Plaza Don Juan Carlos I - Ayuntamiento     | 350A 355                                         |                                  | Estremera             |      |
| La anterior parada es cabecera de las expediciones que se limitan a Estremera       |                                            |                                                  |                                  |                       |      |
| 18822                                                                               | Colonia San Joaquín - Urb. Soto            |                                                  |                                  | Illana                |      |
| 18821                                                                               | Colonia San Joaquín - Urb. El Cuartillejo  |                                                  |                                  | Illana                |      |
| 18819                                                                               | Leganiel - Ctra. Barajas de Melo           |                                                  |                                  | Leganiel              |      |
| 18815                                                                               | Barajas de Melo - Parque de la Isla        |                                                  |                                  | Barajas de Melo       |      |
| 18816                                                                               | Barajas de Melo - Plaza de la Constitución |                                                  |                                  | Barajas de Melo       |      |
| La anterior parada es cabecera de las expediciones que se limitan a Barajas de Melo |                                            |                                                  |                                  |                       |      |
| 20655                                                                               | Barranco de la Viña - Barajas de Melo      |                                                  |                                  | Barajas de Melo       |      |
| 18817                                                                               | Saceda-Trasierra - Prado                   |                                                  |                                  | Saceda-Trasierra      |      |

### Sentido Madrid
El recorrido de vuelta es idéntico al de ida pero en sentido contrario, pues la línea utiliza prácticamente las mismas vías que a la ida. No obstante, hay ciertas diferencias en algunas vías públicas por las que pasa:
- En la A-3, fuera de Madrid, el 351 no para en el Puente de Arganda, parada que sí hace en sentido Estremera - Barajas de Melo.
- En la Avenida del Mediterráneo (tramo de A-3 dentro del término municipal de Madrid), para en el cruce con la Avenida de la Democracia, parada que no realiza a la ida. También hace una parada en el cruce con la Avenida Pablo Neruda, que no se realiza tampoco en sentido opuesto.
- En el Paseo de la Infanta Isabel, hace una parada muy cerca de la Estación del Arte, mientras que a la ida va directamente a Conde de Casal. Esta parada es sólo para descargar viajeros.

| Código                                                                                 | Parada                                     | Común con                                                         | Conexiones con Metro y Cercanías | Municipio             | Zona |
| -------------------------------------------------------------------------------------- | ------------------------------------------ | ----------------------------------------------------------------- | -------------------------------- | --------------------- | ---- |
| 18817                                                                                  | Saceda-Trasierra - Prado                   |                                                                   |                                  | Saceda-Trasierra      |      |
| 20655                                                                                  | Barranco de la Viña - Barajas de Melo      |                                                                   |                                  | Barajas de Melo       |      |
| La siguiente parada es la inicial de las expediciones que comienzan en Barajas de Melo |                                            |                                                                   |                                  |                       |      |
| 19119                                                                                  | Barajas de Melo - Plaza de la Constitución |                                                                   |                                  | Barajas de Melo       |      |
| 19118                                                                                  | Barajas de Melo - Parque de la Isla        |                                                                   |                                  | Barajas de Melo       |      |
| 19120                                                                                  | Leganiel - Ctra. Barajas de Melo           |                                                                   |                                  | Leganiel              |      |
| 19121                                                                                  | Colonia San Joaquín - Urb. El Cuartillejo  |                                                                   |                                  | Illana                |      |
| 18822                                                                                  | Colonia San Joaquín - Urb. Soto            |                                                                   |                                  | Illana                |      |
| La siguiente parada es la inicial de las expediciones que comienzan en Estremera       |                                            |                                                                   |                                  |                       |      |
| 15140                                                                                  | Plaza Don Juan Carlos I - Ayuntamiento     | 350A 355                                                          |                                  | Estremera             |      |
| 7286                                                                                   | Don Manuel Martínez Aedo - Colegio         | 350A 355                                                          |                                  | Estremera             |      |
| 10430                                                                                  | Puerta de Viñas - Av.Comunidad de Madrid   | 350A 355                                                          |                                  | Estremera             |      |
| 17235                                                                                  | Ctra. M-238 - Las Arcas del Pilar          | 350A                                                              |                                  | Estremera             |      |
| 10428                                                                                  | Plaza Felipe VI - Ayuntamiento             | 350A                                                              |                                  | Brea de Tajo          |      |
| 10010                                                                                  | Mayor - Centro Médico                      | 350A                                                              |                                  | Brea de Tajo          |      |
| 17233                                                                                  | Ctra. M-221 - Centro de Menores            | 350A                                                              |                                  | Valdaracete           |      |
| 9506                                                                                   | Ctra. Aranjuez Brea - Colegio              | 350A                                                              |                                  | Valdaracete           |      |
| 16268                                                                                  | Ctra. Aranjuez Brea - Villarejo            | 350A                                                              |                                  | Valdaracete           |      |
| 18590                                                                                  | Ctra. M-222 - Los Carrascales              | 350A                                                              |                                  | Villarejo de Salvanés |      |
| 9719                                                                                   | Mayor - Ermita                             | 350A                                                              |                                  | Villarejo de Salvanés |      |
| 10423                                                                                  | Plaza de España - Ayuntamiento             | 350A                                                              |                                  | Villarejo de Salvanés |      |
| 9722                                                                                   | Samuel Baltés - Madrid                     | 350A 350B 350C 352 353                                            |                                  | Villarejo de Salvanés |      |
| 11453                                                                                  | Av. Hermanos Gómez Cuétara - Instituto     | 350A 350B 350C 352 353                                            |                                  | Villarejo de Salvanés |      |
| 9723                                                                                   | Mayor Baja - Avenida de la Paz             | 322 326 350A 350B 350C 352 353                                    |                                  | Perales de Tajuña     |      |
| 9724                                                                                   | Plaza de la Constitución - Ayuntamiento    | 322 326 350A 350B 350C 352 353                                    |                                  | Perales de Tajuña     |      |
| 9725                                                                                   | Mayor Alta - Rana                          | 322 326 350A 350B 350C 352 353                                    |                                  | Perales de Tajuña     |      |
| 18159                                                                                  | Mayor Alta - Rana                          | 322 326 350A 350B 350C 352 353                                    |                                  | Perales de Tajuña     |      |
| 11902                                                                                  | Ctra. N-3 - Estación de Comunicaciones     | 322 326 350A 350B 350C 352 353                                    |                                  | Arganda del Rey       |      |
| 17496                                                                                  | Av. Valencia - Urbanización El Romeral     | 352 353                                                           |                                  | Arganda del Rey       |      |
| 17487                                                                                  | Av. Valencia - Cementerio Viejo            | 352 353                                                           |                                  | Arganda del Rey       |      |
| 17485                                                                                  | Av. Valencia - Plaza del Progreso          | 352 353                                                           | Arganda del Rey                  | Arganda del Rey       |      |
| 7464                                                                                   | Av. Madrid - La Perla                      | 2 285 312 312A 326 330 352 353                                    |                                  | Arganda del Rey       |      |
| 7465                                                                                   | Av. Madrid - Pasaje Ana María del Valle    | 2 285 312 312A 326 330 352 353                                    |                                  | Arganda del Rey       |      |
| 7466                                                                                   | Av. Madrid - Camino de Valdepencas         | 2 285 312 312A 326 330 352 353                                    |                                  | Arganda del Rey       |      |
| 7467                                                                                   | Cº de Los Canes - Av. Madrid               | 2 312 326 330 352 353                                             |                                  | Arganda del Rey       |      |
| 7470                                                                                   | Av. Madrid - Ctra. Campo Real              | 2 312 326 330 352 353                                             |                                  | Arganda del Rey       |      |
| 21073                                                                                  | Ctra. A3 - Est. Rivas Vaciamadrid          | 312 312A 313 326 352 353                                          | Rivas-Vaciamadrid                | Rivas-Vaciamadrid     |      |
| 7529                                                                                   | Av. Mediterráneo - Santa Eugenia           | 312 312A 313 326 331 332 333 334 336 337 339 341 352 353          | Santa Eugenia                    | Madrid                |      |
| 2613                                                                                   | Av. Mediterráneo - Av. Democracia          | 63 145 E 312 312A 313 326 331 332 333 334 336 337 339 341 352 353 |                                  | Madrid                |      |
| 4283                                                                                   | Av. Mediterráneo - Av. Pablo Neruda        | 63 145 E 312 312A 313 326 331 332 333 334 336 337 339 341 352 353 |                                  | Madrid                |      |
| 2125                                                                                   | Av. Mediterráneo - Plaza Conde de Casal    | 352 353                                                           | Conde de Casal                   | Madrid                |      |
| 2178                                                                                   | Paseo Infanta Isabel - Doctor Velasco      | 352 353                                                           | Atocha                           | Madrid                |      |
| 7538                                                                                   | Ronda - Estación de Autobuses              | 352 353                                                           | Estación del Arte                | Madrid                |      |
| 06165                                                                                  | Estación Sur de Autobuses                  | 352 353                                                           | Méndez Álvaro                    | Madrid                |      |